# Igrzyska Imperium Brytyjskiego 1950
     państwa debiutujące
     państwa, które brały już udział w Igrzyskach

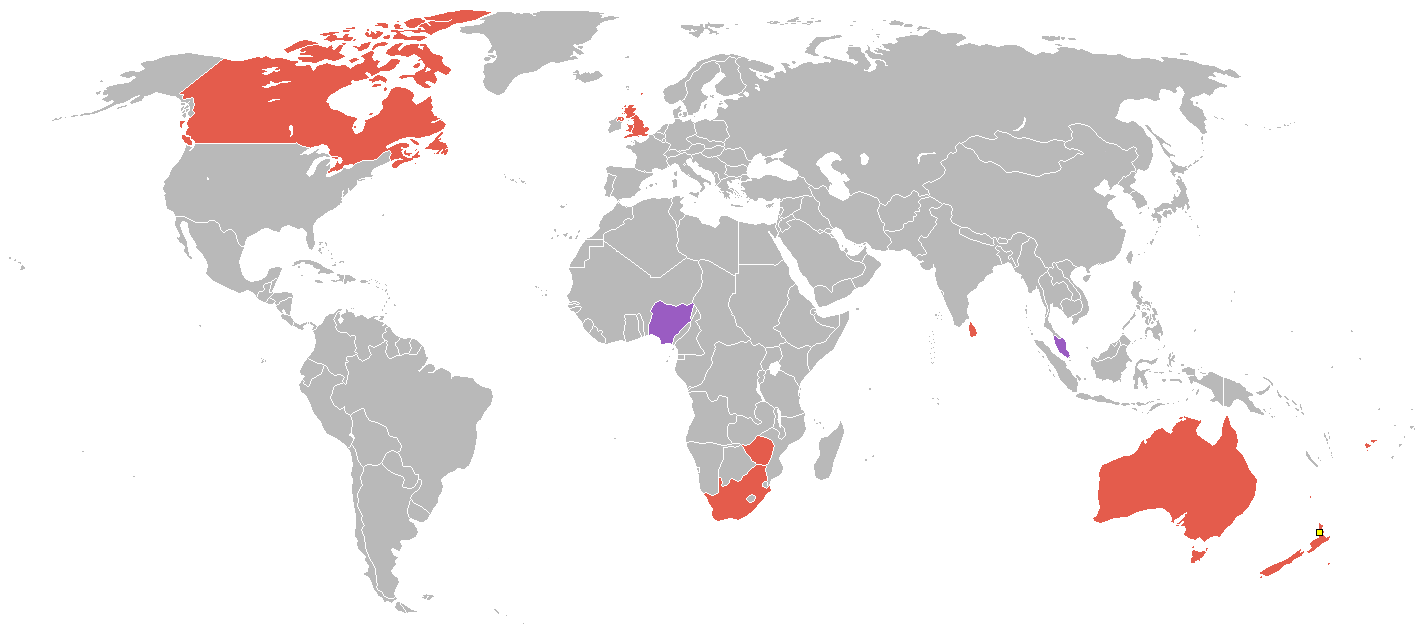
Państwa biorące udział w IV Igrzyskach Imperium Brytyjskiego:
państwa debiutujące
państwa, które brały już udział w Igrzyskach

IV Igrzyska Imperium Brytyjskiego po 12-letniej przerwie spowodowanej II wojną światową odbyły się w 1950 w Auckland. Ceremonia otwarcia Igrzysk odbyła się na Eden Park, stadionie, na którym znajduje się 40 000 miejsc na widowni. Szacuje się, że w organizację Igrzysk w 1950 roku zaangażowanych było około 250 000 ludzi, co wiązało się z kosztem rzędu 89 435 funtów brytyjskich. W imprezie wzięło udział 590 sportowców (495 mężczyzn i 95 kobiet) z 12 krajów (pogrubione nazwy krajów oznaczają państwa debiutujące w imprezie):
- Anglia
- Australia
- Cejlon
- Fidżi
- Kanada
- Federacja Malajska
- Nigeria
- Nowa Zelandia
- Rodezja Południowa
- Szkocja
- Walia
- Południowa Afryka

Sportowcy rywalizowali w 88 konkurencjach dziewięciu dyscyplin sportowych. W kalendarzu Igrzysk w 1950 roku znalazły się: boks, kolarstwo, kręglarstwo, nurkowanie, podnoszenie ciężarów, pływanie, szermierka, wioślarstwo i zapasy.
Podczas Igrzysk Imperium Brytyjskiego w Auckland zostały pobite dwa rekordy tej imprezy, które przetrwały do chwili obecnej, jednak teraz nie rozgrywa się tych konkurencji. Obydwa rekordy pobiły reprezentantki Australii. Pierwszy, w sztafecie na 440 jardów z czasem 47,9 sekundy, a drugi w sztafecie na 660 jardów z czasem 1 minuta i 13,4 sekundy.
Każda z 12 reprezentacji, które wzięły udział w imprezie zdobyła choć jeden medal. Trzy reprezentacje zdobyły pierwsze w historii medale Igrzysk Imperium Brytyjskiego. Pierwszy w historii medal dla reprezentacji Nigerii zdobył skoczek wzwyż, Joshua Olatuni Majekodunmi, który zdobył srebrny medal ex aequo ze Szkotem Alanem Sinclairem Patersonem, uzyskując rezultat 1,95 metra. Pierwsze złoto dla Fidżi wywalczył Mataika Tuicakau, który wystartował w konkursie pchnięcia kulą. Poza tym reprezentacja Fidżi zdobyła jeszcze cztery medale. Trzecim krajem, który zdobył pierwsze medale Igrzysk była Federacja Malajska, która uzbierała cztery medale.
Klasyfikacja medalowa
| Miejsce | Kraj               |    |    |    | Razem |
| 1.      | Australia          | 34 | 27 | 19 | 80    |
| 2.      | Anglia             | 19 | 16 | 13 | 48    |
| 3.      | Nowa Zelandia      | 10 | 22 | 20 | 52    |
| 4.      | Kanada             | 8  | 9  | 14 | 31    |
| 5.      | ZPA                | 8  | 4  | 8  | 20    |
| 6.      | Szkocja            | 5  | 3  | 2  | 10    |
| 7.      | Federacja Malajska | 2  | 1  | 1  | 4     |
| 8.      | Fidżi              | 1  | 2  | 2  | 5     |
| 9.      | Cejlon             | 1  | 2  | 1  | 4     |
| 10.     | Nigeria            | 0  | 1  | 0  | 1     |
| 11.     | Walia              | 0  | 1  | 0  | 1     |
| 12.     | Rodezja Południowa | 0  | 1  | 0  | 1     |

## Dyscypliny
- Lekkoatletyka  (szczegóły)
- Zapasy  (szczegóły)